# Brzóza Królewska
Brzóza Królewska is een plaats in het Poolse district  Leżajski, woiwodschap Subkarpaten. De plaats maakt deel uit van de gemeente Leżajsk en telt 3400 inwoners.